# Towarzystwo Opieki nad Unitami
Towarzystwo Opieki nad Unitami (TOnU) – niejawna organizacja o charakterze politycznym i religijnym wspierająca prześladowanych przez carską Rosję unitów.

## Kontekst historyczny
Już po upadku powstania listopadowego, w wyniku decyzji Józefa Siemaszki (przeszedł na prawosławie z rzeszami unickich wiernych), w 1839 w guberniach Rosji, leżących na zachodzie, zakończył swoją działalność Kościół unicki. Po powstaniu styczniowym polityka władz rosyjskich, wymierzona w unitów, była nadal kontynuowana. Już w trakcie wystąpienia przeciw zaborcy miały miejsce ataki armii rosyjskiej na wiernych tego Kościoła (np. w Łomazach podczas procesji 27 stycznia 1863, dzień po potyczce powstańczej). W latach 1874–1875 nacisk administracyjny i pacyfikacje wojskowe doprowadziły do likwidacji unii w Królestwie Polskim. W wyniku interwencji militarnej zginęło kilkanaście osób w styczniu 1874 (17 stycznia w Drelowie i 26 stycznia w Pratulinie). W Hrudzie w 1875 zburzono cerkiew unicką, w jej miejsce budując świątynię prawosławną. W Kłodzie Małej, za brak zgody na ochrzczenie syna w obrządku prawosławnym, rodzina Koniuszewskich była nękana szeregiem kar. Ostatecznie popełnili samobójstwo, podpalając się w swojej stodole 10 grudnia 1874. Ogółem, w wyniku rosyjskich represji, śmierć poniosło około 80 osób, a około 580 zesłano na Syberię.

## Działalność organizacji
By zapewnić prześladowanej i zmuszonej do przejścia na prawosławie ludności unickiej niezbędną posługę duszpasterską, utworzono w 1896 Collegium Secretum. Ta nielegalna organizacja wydawała pismo „Wiara i Ojczyzna”. Intensyfikacją działań wspierających było powstanie TOnU w 1903. Dokumentowano rosyjskie działania na Podlasiu i Chełmszczyźnie, rozsyłano tajną prasę, prowadzono działalność religijną (księża-emisariusze odprawiali nabożeństwa, chrzcili dzieci), uczono czytać i pisać w języku polskim, zakładano szkoły i czytelnie. Organizację założyli działacze Ligi Narodowej: Aleksander Zawadzki, Stanisław Kozicki i Michał Arcichowski. Ponad 55 tys. wiernych podpisało petycję do Piusa X, który przyjął pielgrzymów z ziem polskich w 1904 (w pielgrzymce brał udział Kozicki, uczestnicząc na prywatnej audiencji u papieża).
W wyniku ukazu tolerancyjnego z 1905 około 180 tys. zmuszonych do prawosławia unitów przeszło na katolicyzm. Niejednokrotnie konwersje całych wsi odbywały się w uroczystej oprawie, gdzie obok wymiaru religijnego podkreślano także aspekt polityczno-narodowy wydarzeń. TOnU zakończyło działalność w tym samym roku, przekształcając się w Polską Macierz Szkolną.